# João II de Antioquia
João II de Antioquia, dito Codonato, foi o patriarca de Antioquia entre 488 e 490 e novamente em 495, um período marcado pela controvérsia monofisista que seguiu ao Concílio de Calcedônia. Ele era um monofisista e um presbítero deposto de Constantinopla.

## História
João foi ordenado bispo por Pedro, o Pisoeiro, o antigo patriarca e líder monofisista em Antioquia, que o apontou para a sé de Apameia para estender o quanto possível o domínio monofisista na diocese. A população local o rejeitou e ele voltou para Antioquia onde, em 477, a queda de Basilisco levou Pedro consigo. Aproveitando-se da confusão, João tomou para si o título de patriarca, mas manteve-se no poder por apenas três meses, até que foi deposto num sínodo convocado com este objetivo.
Depois dele reinaram Estevão II, Estevão III e Calandiono até que, por volta de 488, ele foi novamente eleito patriarca pelos bispos orientais. Porém, ele foi novamente deposto por causa de uma declaração do papa Simplício contra ele. Acácio de Constantinopla, que tinha condenado-o anteriormente, o indicou para bispo da cidade de Tiro.
Ele participou do Concílio de Tiro em 514, liderado pelo líder monofisista Severo de Antioquia.